# کیم رفشامر
کیم رفشامر (انگلیسی: Kim Refshammer; ۱۴ سپتامبر ۱۹۵۵ – ۲۵ فوریهٔ ۲۰۰۲) دوچرخه‌سوار اهل دانمارک بود.